# Knut Große
Knut Große (* 1955 in Belzig, DDR) ist ein deutscher Veterinärmediziner und Politiker (CDU). Zwischen 2018 und 2019 gehörte er dem Landtag Brandenburg an (MdL).

## Leben und Wirken
Nach dem Besuch der EOS Geschwister Scholl in Belzig und dem Leisten seines Grundwehrdienstes bei der Nationalen Volksarmee von 1974 bis 1976, studierte Knut Große bis 1981 Veterinärmedizin an der Humboldt-Universität zu Berlin. Nachdem er 1982/83 Hallentierarzt beim Schlachthof in Rathenow und 1983/84 Tierarzt in einer Gemeinschaftspraxis in Pritzwalk war, war er von 1984 bis 1990 als Cheftierarzt im Schlachthof von Brandenburg tätig. Nach der deutschen Wiedervereinigung war Große von 1991 bis 2018 Amtstierarzt und Leiter des Veterinär- und Lebensmittelüberwachungsamtes der Stadt Brandenburg an der Havel. 1991 promovierte Große an der Humboldt-Universität zu Berlin und erlangte 1991 seinen Fachtierarzt für Lebensmittelhygiene und 1995 für Fachtierarzt für Öffentliches Veterinärwesen.
Große wurde 1984 Mitglied der DDR-Blockpartei CDU, die sich nach der Wende der CDU anschloss, und vertritt diese sowohl im Gemeinderat Görzke als auch im Kreistag des Landkreises Potsdam-Mittelmark. Bei den Landtagswahlen in Brandenburg in den Jahren 2004, 2009 und 2014 trat Große jeweils als Direktkandidat der CDU im Landtagswahlkreis Brandenburg an der Havel I/Potsdam-Mittelmark I an, unterlag aber jedes Mal dem Kandidaten der SPD Andreas Kuhnert. Am 1. Februar 2018 zog Große in den Landtag Brandenburg als Nachrücker für Anja Heinrich ein, die nach der gewonnenen Wahl zur Bürgermeisterin von Elsterwerda ihr Landtagsmandat zum 31. Januar 2018 niedergelegt hatte.

## Werke
- Untersuchungen zur Differenzierung parasitär bedingter Rohhaut- und Lederschäden bei Schlachtrindern. Berlin 1990 (Berlin, Humboldt-Universität, Dissertation).